# Розуміння серця
Розуміння серця (англ. The Understanding Heart) — американська пригодницька драма режисера Джека Конуея 1927 року.

## Сюжет
Моніка Дейл працює в пожежній службі; вона закохана в лісничого Тоні Гарланда. Втікач кілер Боб Мейсон ховається в оглядовому пункті дівчини і закохується в неї. Боб розуміє, що не може претендувати на кохання Моніки і завдяки їй стає на шлях каяття.

## У ролях
- Джоан Кроуфорд — Моніка Дейл
- Рокліфф Флауерс — Боб Мейсон
- Ральф Бушмен — Тоні Гарланд
- Кармел Майєрс — Келсі Дейл
- Річард Карле — шериф Бентлі
- Джеррі Майлі — Бардуелл
- Харві Кларк — дядько Чарлі